# Akumulator litowo-żelazowo-fosforanowy
Akumulator litowo-żelazowo-fosforanowy – rodzaj akumulatora elektrycznego, który jest żywotniejszym i bezpieczniejszym wariantem akumulatora litowo-jonowego. 

## Budowa i działanie
Elektrodami są fosforan litu żelaza(II) (LiFePO
4) i grafit.
Redakcje:
- ładowanie: LiFeII
PO
4 → FeIIIPO4(inne języki) + Li+
 + e−
- rozładowanie: FeIII
PO
4 + Li+
 + e−
 → LiFeII
PO
4

## Zastosowanie
Są szeroko stosowane w urządzeniach wymagających wysokiej trwałości i niezawodności, takich jak pojazdy elektryczne, systemy magazynowania energii oraz sprzęt przenośny. Charakteryzują się również mniejszym wpływem na środowisko niż tradycyjne akumulatory litowo-jonowe, dzięki czemu zyskują na popularności w kontekście rosnącej świadomości ekologicznej. Stosowane w samochodach hybrydowych i z napędem elektrycznym.

## Zalety

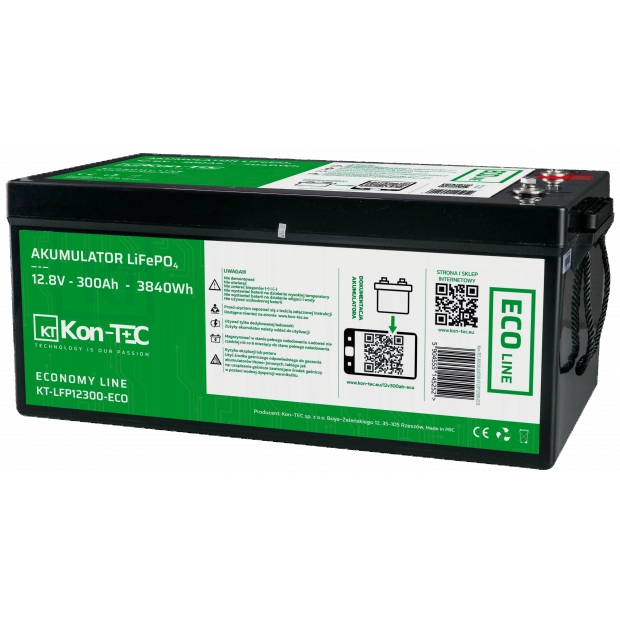
Akumulator LiFePO4 firmy KonTec

- duża żywotność (od 2000 do 5000 cykli zanim ich pojemność spadnie poniżej 80%)
- niewielki efekt pamięci[5]
- duża pojemność[3]
- niskie samorozładowanie[3]
- bezpieczeństwo – są mniej podatne na samozapłon lub wybuch niż akumulatory litowo-jonowe[3]

## Wady
- mają niższą gęstość energii niż inne typy akumulatorów litowo-jonowych[3]
- ograniczona wydajność w bardzo niskich temperaturach[3]
- ładowanie w temperaturze poniżej zera może wytworzyć skrystalizowane dendryty, które mogą przebić separator między anodą i katodą, niszcząc akumulator[3]